# Oxydia mathani
Oxydia mathani är en fjärilsart som beskrevs av Charles Oberthür 1911. Oxydia mathani ingår i släktet Oxydia och familjen mätare. Inga underarter finns listade i Catalogue of Life.